# Stumholmen
56°9′36″N 15°35′53″Ø / 56.16000°N 15.59806°Ø
Stumholmen i Karlskrona i Blekinge län i Sverige er en ø øst for øen Trossö. Med befæstningsplanen for Flådehavnen Karlskrona i 1683 blev øen produktions- og provianteringsområde med værksteder og forråd. Området opleves i dag som én sammenhængende ø som følge af udfyldninger mellem Stumholmen, Laboratorieholmen og Bastion Kungshall. På øen er der militære bygninger fra 1700-tallet til 1950'erne.
Stumholmen var en stor flådearbejdsplads til 1970'erne, men er nu civilt område. I begyndelsen af 1990'erne blev der opført etageejendomme på øen. På øen ligger også det nye Marinmuseum, som åbnede i 1997 med samlinger og udstillinger om orlogsflåden og værftet. Desuden er der en verdensarvsportal, da flådebyen siden 1998 har været på UNESCOs Verdensarvsliste.
Bygninger markeret på kortet over Stumholmen:
1. Kronobageriet
2. Corps de Garde, vagthuset
3. Slup- och barkasskjulet
4. Västra Villan (Hvite krog)
5. Beklädnadsverkstaden
6. Båtsmanskasernen
7. Bageribostället
8. Kronohäktet, fængslet
9. Epidemisjukhuset
10. Marinflygets hangar
11. Bastion Kungshall